# Blankettchiffer

Del av chiffernyckeln till ett blanketchiffer.

Inom kryptografin är ett blankettchiffer (engelska one-time pad, förkortat OTP) en form av kryptering som har bevisats vara omöjlig att forcera om den används på rätt sätt. Varje bit eller skrivtecken från klartexten krypteras genom att addera den modulärt med en bit eller tecken från en hemlig, slumpmässig chiffernyckel med samma längd som meddelandet. Om chiffernyckeln verkligen är slumpmässig, är längre än eller åtminstone lika lång som klartexten, aldrig återanvänds vare sig helt eller delvis, och hålls hemlig, blir den chiffrerade texten omöjlig att dechiffrera utan tillgång till chiffernyckeln. Det har även bevisats att alla chiffer med denna egenskap av perfekt sekretess måste använda sig av chiffernycklar med samma egenskaper som blankettchiffrets nycklar. Praktiska problem har dock förhindrat blankettchiffer från att användas i större omfattning.
Blankettchiffret uppfanns 1917 och patenterades några år senare. Det är en vidareutveckling av vernamchiffret, uppkallat efter en av uppfinnarna, Gilbert Vernam. Vernams system var ett chiffer som kombinerade ett meddelande med en chiffernyckel som lästes från en hålremsa vars ändar hade tejpats ihop för att bilda en slinga. I sin ursprungliga form var inte Vernams system oforcerbart eftersom chiffernyckeln kunde återanvändas. Engångsanvändandet kom senare när Joseph Mauborgne insåg att om chiffernyckelremsan var totalt slumpmässig och aldrig återanvändes skulle kryptoanalysen omöjliggöras.
Tidiga implementeringar av blankettchiffer distribuerade chiffernyckeln i ett litet pappersblock (engelska pad of paper, därav namnet one-time pad). För att förhindra upptäckt gjordes dessa chifferblock ibland så små att starka förstoringsglas behövdes för att läsa chiffernyckeln. Foton som är tillgängliga på internet visar beslagtagna KGB-block som får plats i handflatan eller ett valnötsskal. För att öka säkerheten trycktes blankettchiffer på lättantändlig nitrocellulosa för att kunna förstöras snabbt vid eventuell upptäckt.